# Eupithecia gummaensis
Eupithecia gummaensis är en fjärilsart som beskrevs av Inoue 1980. Eupithecia gummaensis ingår i släktet Eupithecia och familjen mätare. Inga underarter finns listade i Catalogue of Life.